# Кет

Кет з бермудським вітрилом

Кет (від англ. catboat — «човен-кішка») — тип косого вітрильного озброєння, за якого судно (зазвичай яхта) має лише одне вітрило, встановлене на єдиній щоглі. Щогла у кета сильно зміщена в ніс судна. Звичайно стоячий такелаж у випадку озброєння «кет» відсутній. Вітрило може бути жорстким — подібним до крила.
Кет — найдавніше, найпростіше і водночас досить ефективне озброєння. Коли роботі грота не заважають інші вітрила, він дає оптимальну тягу на одиницю площі. Крім того, кет дуже простий у керуванні.
У минулому кет мав обмежене розповсюдження в Європі, але був дуже популярним у США і Канаді. Там ним озброювались здебільшого швертботи, виключно широкі. Американський кет 30-футової довжини мав ширину 12 футів. У наш час це озброєння також застосовується, переважно — на швертботах, хоча іноді ним споряджають і невеликі кільові яхти. За рахунок далеко винесеної на ніс щогли простір у середині корпусу залишається вільним, що уможливлює зробити приміщення яхти місткішими.
Центрування гафельного кета проблем не викликає, оскільки центр вітрила розташовується близько до центру бічного опору підводної частини корпусу. У бермудського кета центрування забезпечується нахилом щогли до корми, а в сучасних легких швертботів — ще й вигином щогли.
Недолік класичних гафельного і бермудського кетів — збільшений опір води рухові на повних курсах через несиметричне розташування грота.
Приклади сучасних типів яхт з озброєнням «кет» — Фін, ОК Дингі і Оптиміст, в останньому випадку кет є шпринтовим, у решті — бермудським.